# Cystiscus montrouzieri
Cystiscus montrouzieri is een slakkensoort uit de familie van de Cystiscidae. De wetenschappelijke naam van de soort is voor het eerst geldig gepubliceerd in 1922 door Bavay.